# Silleruds kyrka
Silleruds kyrka är en kyrkobyggnad som tillhör Silleruds församling i Karlstads stift. Kyrkan ligger på ett berg ovanför Svensbysjön någon kilometer söder om samhället Sillerud i Årjängs kommun.

## Tidigare kyrkor
Föregående kyrka var en korskyrka av trä från 1662, som låg fyra kilometer söder om nuvarande kyrkplats vid Östra Silen. År 1768 försågs kyrkorummet med målningar på väggar och tak. Den gamla kyrkan revs 1891, när nuvarande kyrka var färdigställd. På den gamla kyrkans plats fanns ännu tidigare en medeltida träkyrka, som brann ned 1662. På den gamla kyrkplatsen finns numera en klockstapel som uppfördes 1970, samt ett femtontal smidda järnkors.

## Nuvarande kyrka
Nuvarande åttakantiga centralkyrka uppfördes på 1880-talet efter ritningar av Emil Viktor Langlet. Den invigdes den 4 november 1888. Kyrkan har en stomme av tegel och vitputsade ytterväggar som också är av tegel. Väggarna genombryts av rundbågiga fönster i två våningar. På gavlarna finns även rosettfönster. Mitt på taket finns ett klocktorn med en kopparklädd tornspira. Klocktornet flankeras av fyra mindre torn som har spiror klädda med svartmålad plåt. Det åttakantiga kyrkorummet har ett lackat trägolv och ett innertak av trä med formen av ett kryssvalv. Åren 1956-1958 omgestaltades kyrkorummet då predikstolen flyttades från väggen ovanför sakristian till sin nuvarande plats och fick därmed en lägre och fristående placering. Orgeln flyttades från en läktare intill koret till en läktare i bakre delen. År 1988 genomfördes en fasadrenovering och 1993 en takrenovering.

## Inventarier
- Vid korets östra sida finns en dopfunt av täljsten som är tillverkad 1906. Tillhörande dopfat är av nysilver. En cuppa finns bevarad från en dopfunt som sannolikt är tillverkad på 1200-talet.
- Predikstolen i nyklassicistisk stil med tillhörande ljudtak är tillverkad 1887.
- Altartavlan är utförd 1903 av Wilhelm Dahlbom och har motivet Kristus på korset.
- Flera ljuskronor och lampetter är från 1600-talet och från 1700--talet.

### Orgel
- År 1752 flyttades en orgel hit med fyra stämmor från Karlstads domkyrka.[1]
- Orgeln tillverkades av Thorsell och Ericsson och installerades 1902. Den hade tio stämmor.
- År 1958 byggdes den om av orgelbyggaren A Magnusson i Göteborg till att omfatta tjugo stämmor. Den är mekanisk och fasaden är från 1902 års orgel.

| Huvudverk I    | Svällverk II    | Pedal        | Koppel |
| Rörflöjt 8’    | Gedackt 8’      | Subbas 16’   | I/P    |
| Principal 4’   | Rörflöjt 4’     | Principal 8’ | II/P   |
| Koppelflöjt 4’ | Principal 2’    | Gedackt 8'   | II/I   |
| Kvinta 2 2⁄3’  | Gedacktflöjt 2’ | Pommer 4'    |        |
| Oktava 2’      | Kvinta 1 1⁄3'   | Mixtur 3 ch  |        |
| Mixtur 4 ch    | Scharf 3 ch     | Fagott 16'   |        |
| Trumpet 8'     | Regal 8'        |              |        |

### Webbkällor
- Kyrkor i Karlstads stift Del II, Utgiven av Värmlands Museum och Karlstads stift, 2008, ISBN 91-85224-72-3
- anläggningspresentation
- byggnadspresentation
- Länsstyrelsen Värmland
- Wikimedia Commons har media som rör Silleruds kyrka.